# Cottagecore

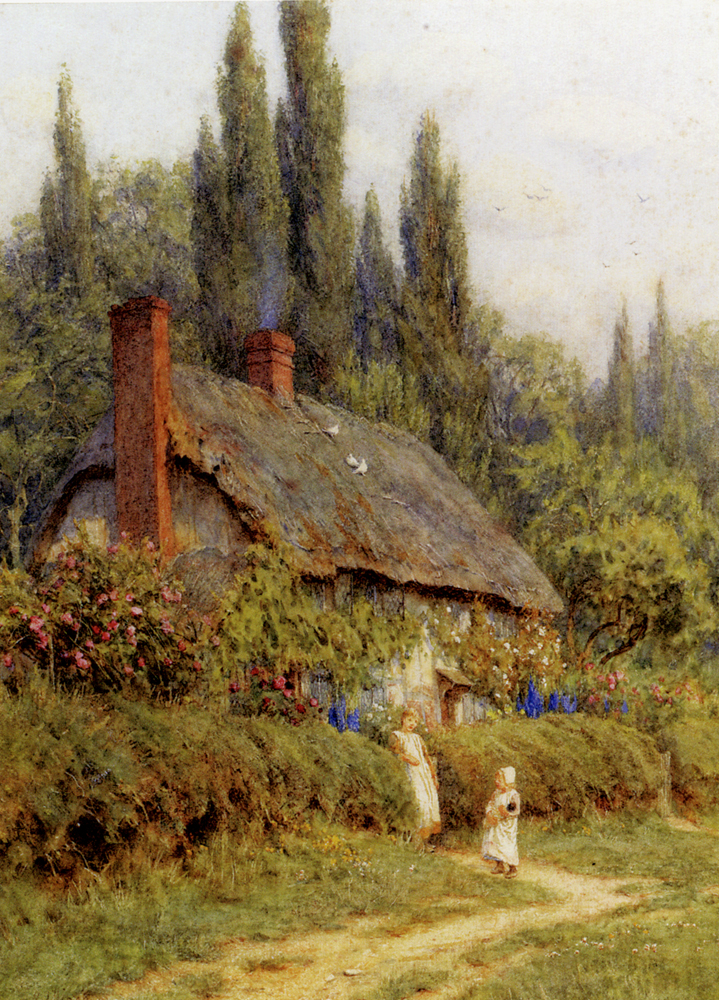
Opera a matita e acquerello dell'illustratrice britannica Helen Allingham raffigurante un cottage.

Il cottagecore, chiamato anche countrycore o farmcore, è un movimento estetico incentrato sulla celebrazione di una vita rurale idealizzata, semplice e fortemente a contatto con la natura, tradizionalmente basato sul modello della "vita di campagna" europea. Si è sviluppato negli anni '10 del XXI secolo ed è stato nominato per la prima volta cottagecore su Tumblr nel 2018. L'estetica è incentrata sull'abbigliamento rurale tradizionale rivisitato, sull'interior design e su attività come il disegno, la cottura al forno e la lavorazione della ceramica, ed è correlata a movimenti estetici simili come il grandmacore e grandpacore, il farmcore, il goblincore, il countrycore, il regencycore, il fairycore e altri.
Alcune fonti descrivono il cottagecore come una sottocultura escapista dei Millennials e della Generazione Z, dato il grande successo ottenuto su social media come Instagram e Tik-Tok.

## Elementi estetici e di stile di vita

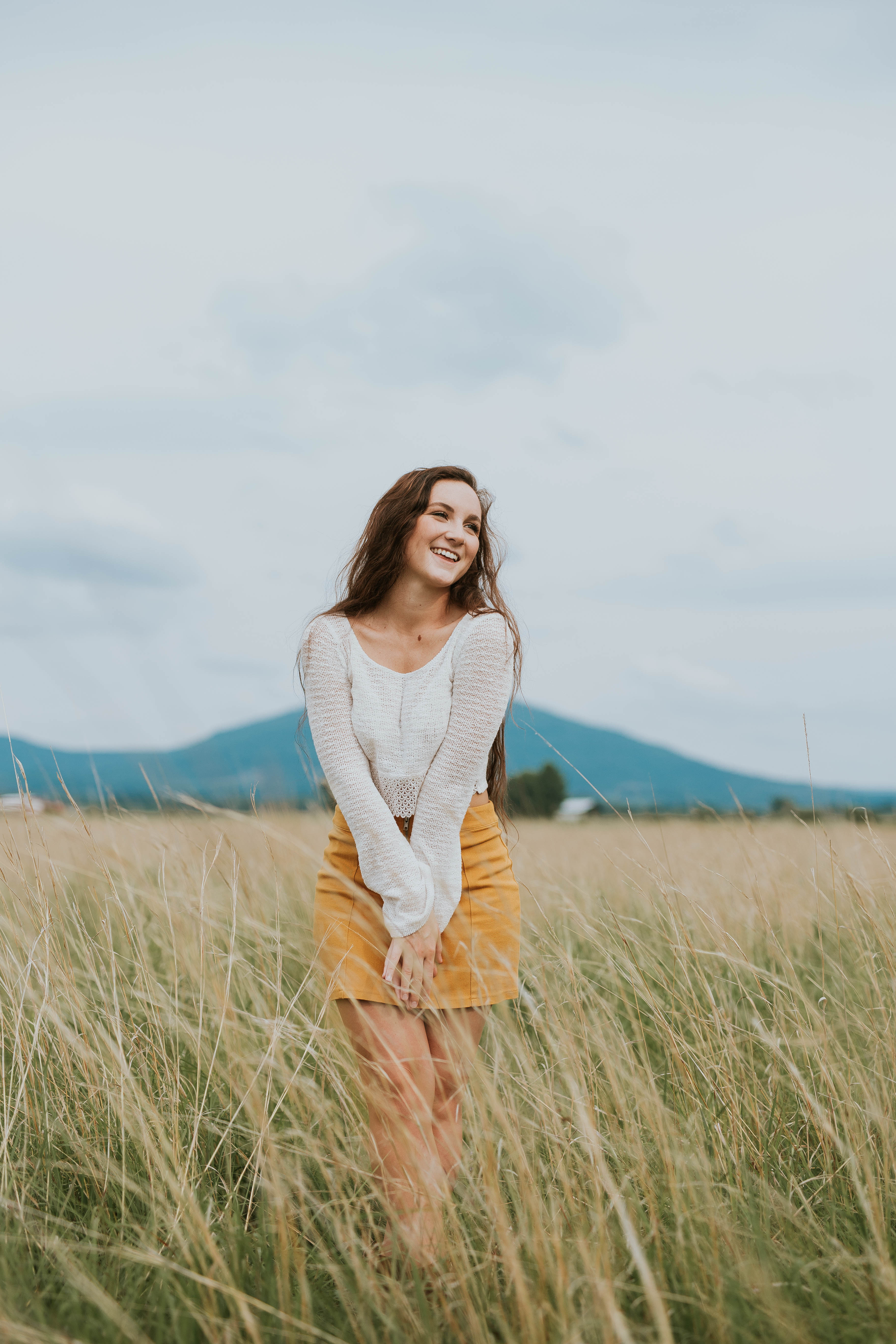
Donna in un campo. L'estetica cottagecore enfatizza la natura, la semplicità e la tranquillità.

Gli elementi visuali del cottagecore sono legati al mondo della natura, della campagna e della vita rurale. Frequenti sono le immagini di campi fioriti, colorati giardini o cottage immersi nel verde, o ancora picnic, frutti appena colti o vecchi libri, specie se anch'essi legati all'estetica, come libri di favole dai toni dolci o enciclopedie di botanica. In generale, tutto ciò che è associato ad una serena, tranquilla e colorata vita di campagna è considerabile cottagecore.

### Moda

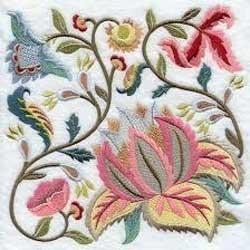
Un ricamo cottagecore

L'estetica cottagecore si esprime soprattutto nell'abbigliamento. Stampe floreali, scollature da latte (milkmaid dress, un abito vagamente a quello di lattaie e mungitrici), maniche a sbuffo, abiti volant e midi ispirati alla campagna, sono tutti elementi tipici dell'immaginario cottagecore, come anche maglioni o cappotti larghi e comodi che richiamano ad un'idea di comodità e tranquillità. Alcuni commentatori hanno notato che la tendenza si adatta ai già esistenti abiti ispirati agli anni '70, alle rifiniture in pizzo e ai jeans ed è inquadrabile nel più ampio movimento dello slow fashion.

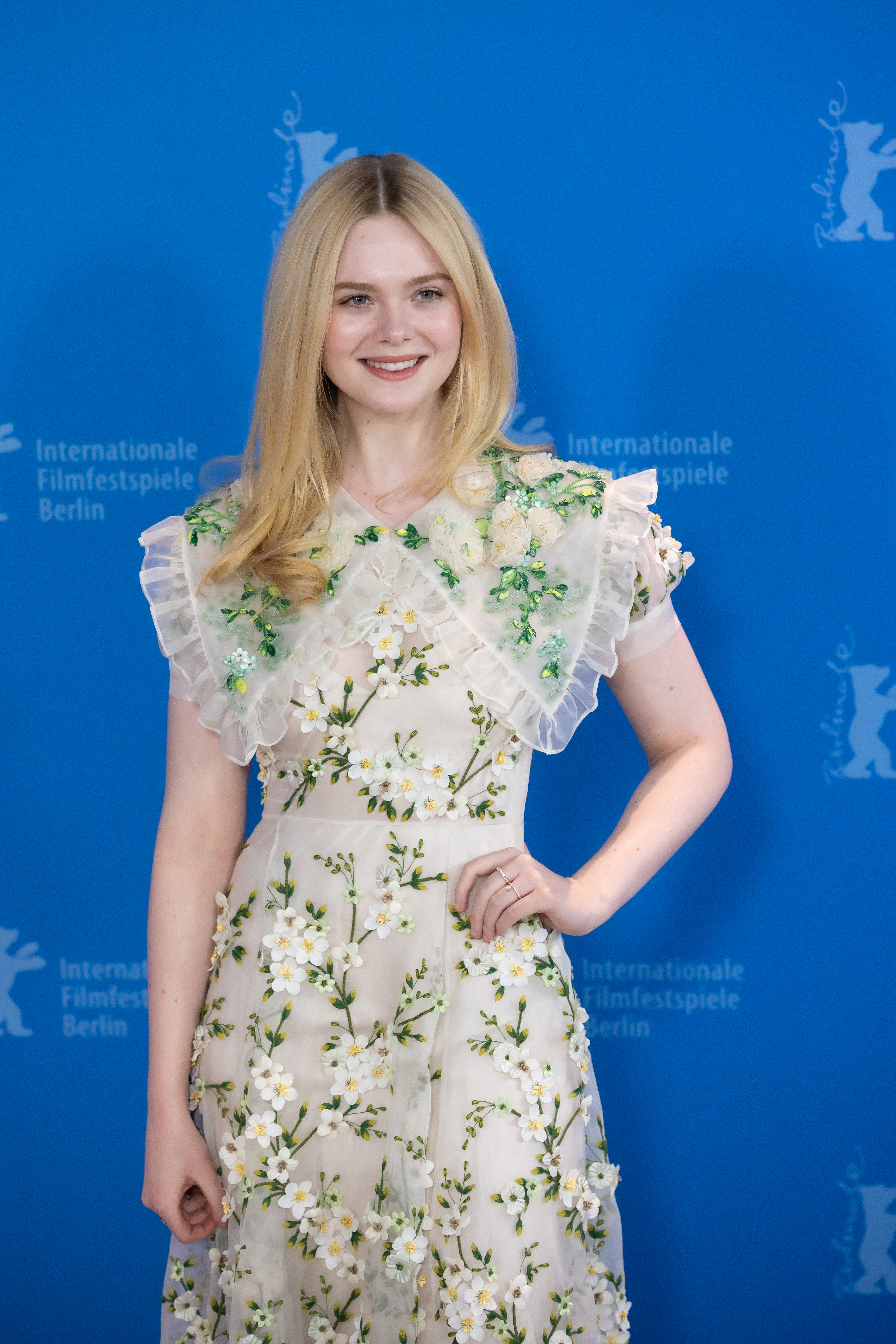
L'attrice Elle Fanning con un abito di tulle a fantasia floreale.

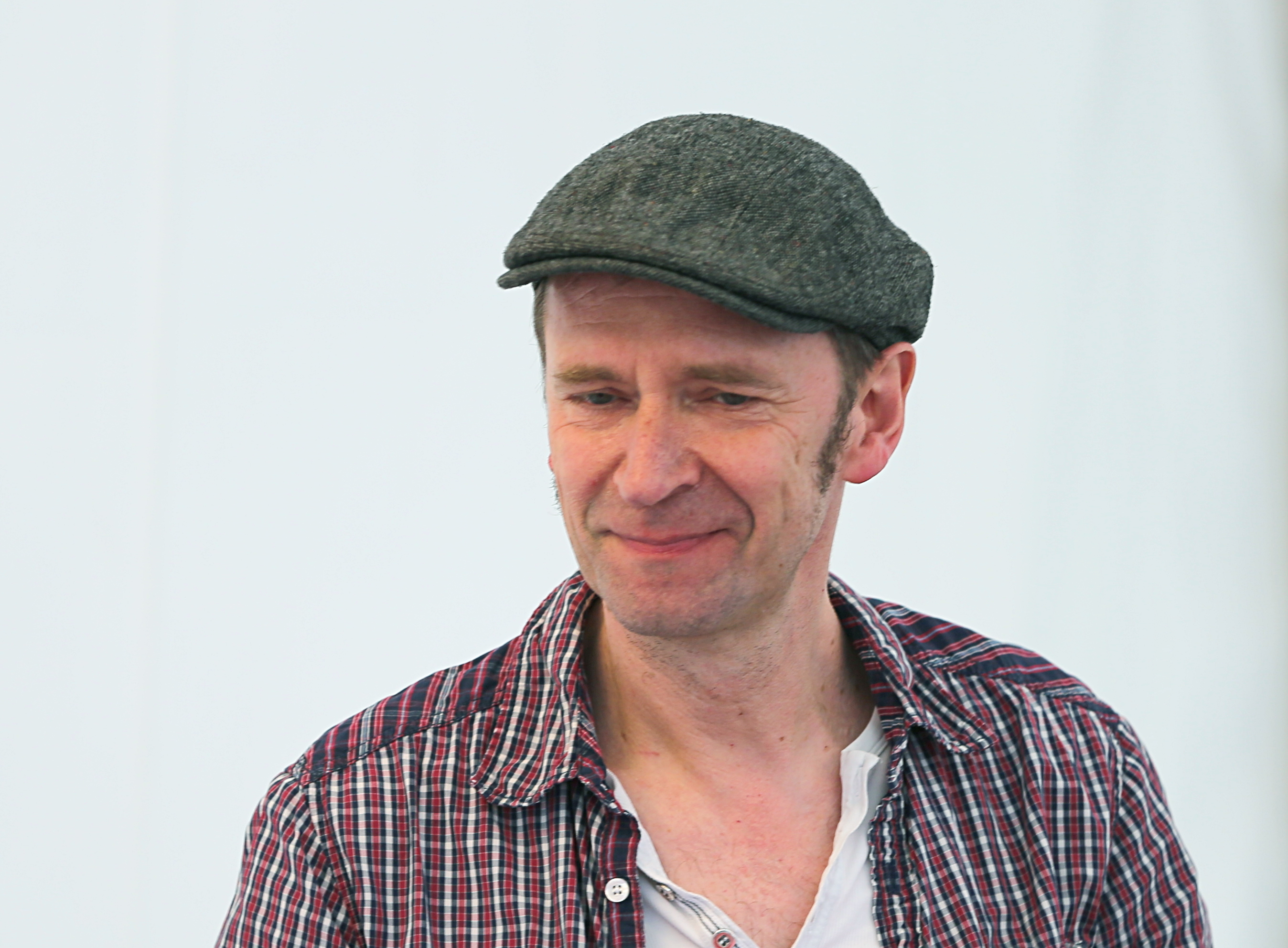
Uomo con flat cap.

Infatti, coerentemente con la filosofia dell'autosufficienza e della sostenibilità caratteristica del movimento, è molto apprezzato l'abbigliamento fatto in casa, il vintage, lo stile retrò e i prodotti di seconda mano, specie se fabbricati con materiali naturali.
Sebbene l'abbigliamento fatto in casa è una caratteristica del cottagecore, prodotti tra cui il "vestito alla fragola" - un abito da tè da $490 di Lirika Matoshi contenente caratteristiche comunemente associate al cottagecore, tra cui una gonna ampia e maniche, balze di tulle e ricami raffiguranti fragole che ricordano sia la natura che la produzione di marmellate - sono in parte associabili alla filosofia dell'autosufficienza del cottagecore. A causa del prezzo elevato dell'abito di Matoshi, un certo numero di persone ha deciso di utilizzare le proprie abilità per creare le proprie versioni del prodotto.
Ci sono anche relative contaminazioni con altre subculture, ad esempio il goth cottagecore è considerata la versione dark del cottagecore.

### Cibo e giardinaggio

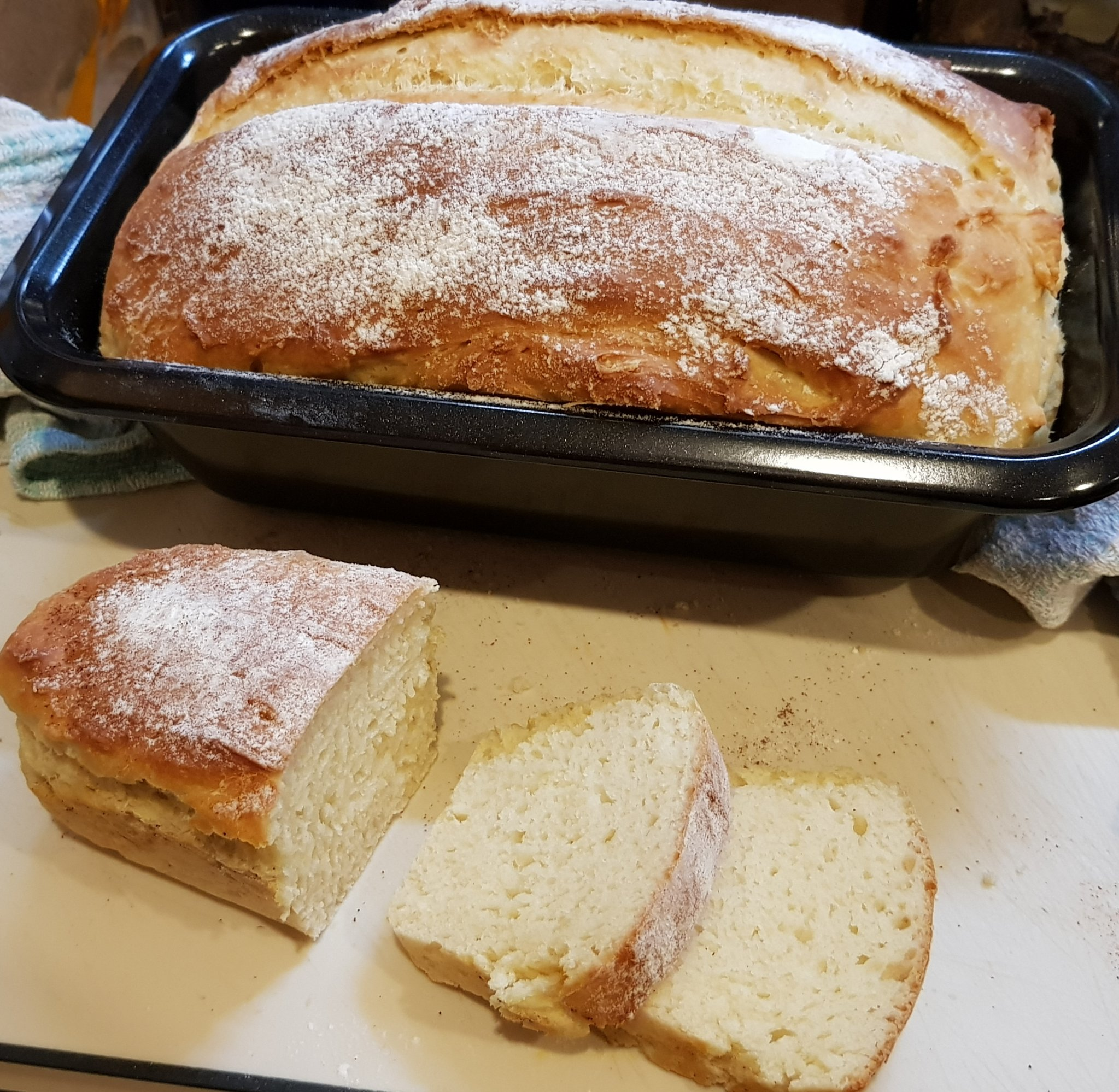
L'autosufficienza, ad esempio cuocere il proprio pane, è parte integrante della filosofia cottagecore.

Coltivare il proprio cibo nel proprio orto e cuocere il proprio pane rispecchiano a pieno la filosofia dell'autosufficienza del cottagecore. Vivere in campagna non è strettamente necessario per conformarsi a questo stile di vita. Il giardinaggio cottagecore è pensato per essere rispettoso dell'ambiente, riflettendo una spinta crescente per pratiche agricole permaculturali e sostenibili. Ad esempio, la coltivazione di una varietà di piante autoctone perenni e annuali (cioè piante endemiche delle aree vicine alla propria abitazione) aiuta ad attirare gli insetti, comprese le api, e come tale promuove la biodiversità e aumenta l'impollinazione delle colture per la produzione alimentare, aumentando la resa.

### Altri aspetti
Coloro che si conformano all'estetica cottagecore sovente acquistano mobili di seconda mano o vintage.
Sono soliti vivere lentamente e dedicare più tempo a prendersi cura di se stessi, in particolar modo della propria salute mentale, ad esempio evitando l'uso di strumenti elettronici e leggendo o guardando le notizie meno spesso della norma.
I principi del cottagecore possono aiutare a soddisfare per i suoi sostenitori il desiderio di "una forma aspirazionale di nostalgia" così come una fuga da molte forme di stress e traumi. Il Cottagecore sottolinea la semplicità volontaria e la dolce tranquillità della vita agreste come fuga dai pericoli del mondo moderno. È diventato molto popolare sui social media durante la pandemia di COVID-19.

## Antecedenti e contesto culturale

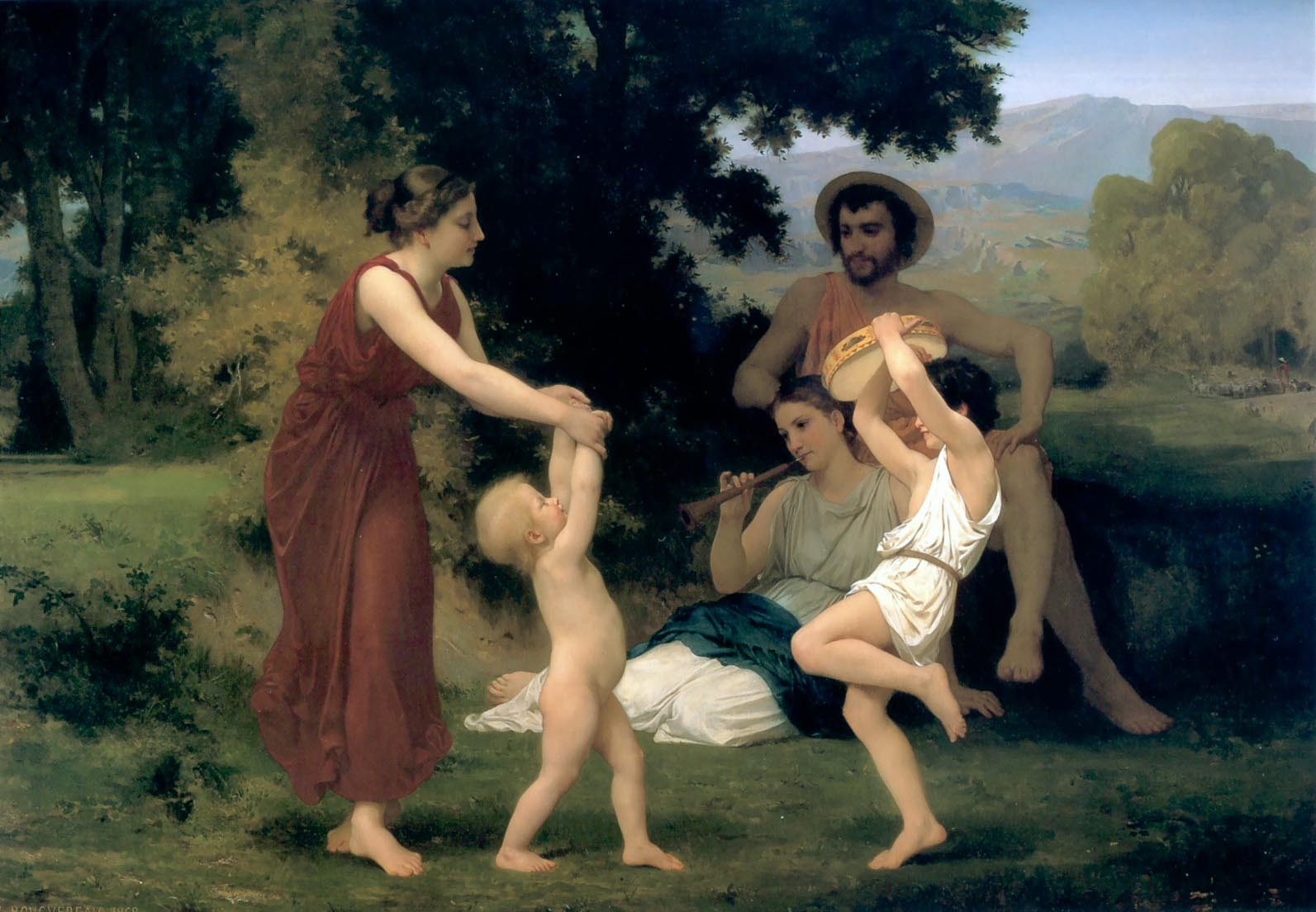
William-Adolphe Bouguereau, La ricreazione pastorale (1868).

Sebbene il cottagecore sia nato come un'estetica nel 2018, quando è stata denominata con tale nome, estetica e ideali simili esistevano già prima del suo inizio. Gli antichi greci, avendo in precedenza definito l'Arcadia geografica come un luogo selvaggio e inospitale, arrivarono a vedere in un'Arcadia idealizzata una rappresentazione di una vita rurale incontaminata e di un rifugio spirituale. Il poeta greco Teocrito scrisse poesie su pastori e pastorelle nel III secolo a.C., portandolo ad essere spesso citato come l'inventore della poesia pastorale. Ad apprezzare l'opera di Teocrito, fu soprattutto la classe urbana istruita di Alessandria d'Egitto, che cercava una via di fuga dalla sporcizia, dall'affollamento e dalla malattia della vita cittadina. Altro celebre esempio del topos pastorale sono le Bucoliche di Virgilio: scritte nel I secolo a.C., rappresentarono una forma di escapismo in risposta alla violenza e al caos dell'epoca. Tuttavia, con esse, egli ha ampliato il genere trattando questioni morali e politiche contemporanee come la guerra, pur mantenendo una distanza attraverso il tropo pastorale. L'evasione pastorale continuò a essere prodotta per il pubblico cortese dell'Impero Romano nella forma di romanzi come Dafni e Cloe del II secolo d.C.

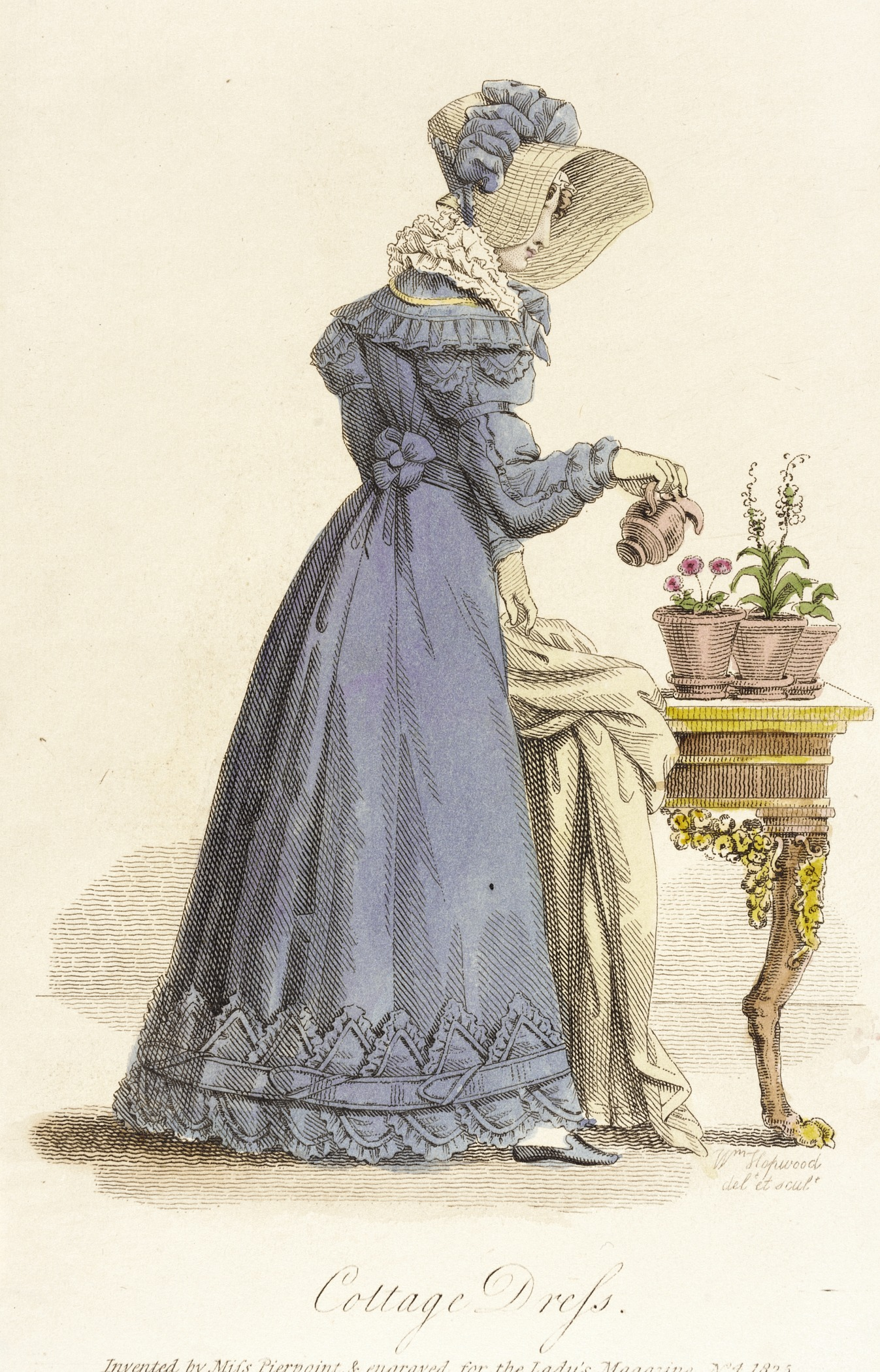
Disegno di un Cottage Dress del 1825.

L'evasione pastorale tornò come tema artistico durante il Rinascimento, riportato in auge nel XIV secolo da Petrarca, noto per le sue passeggiate in collina e in giardinaggio, nonché per la sua poesia. Il drammaturgo inglese William Shakespeare ha scritto due commedie pastorali, As You Like It e A Winter's Tale. Esse, riflettono la tensione intrinseca tra il soggetto del tema pastorale rispetto al suo pubblico a cui è destinato in quanto, sebbene in queste opere gli aristocratici siano presenti come pastori che recitano e si innamorano delle pastorelle, il matrimonio ha luogo solo quando viene rivelato che entrambi sono di status sociale elevato.

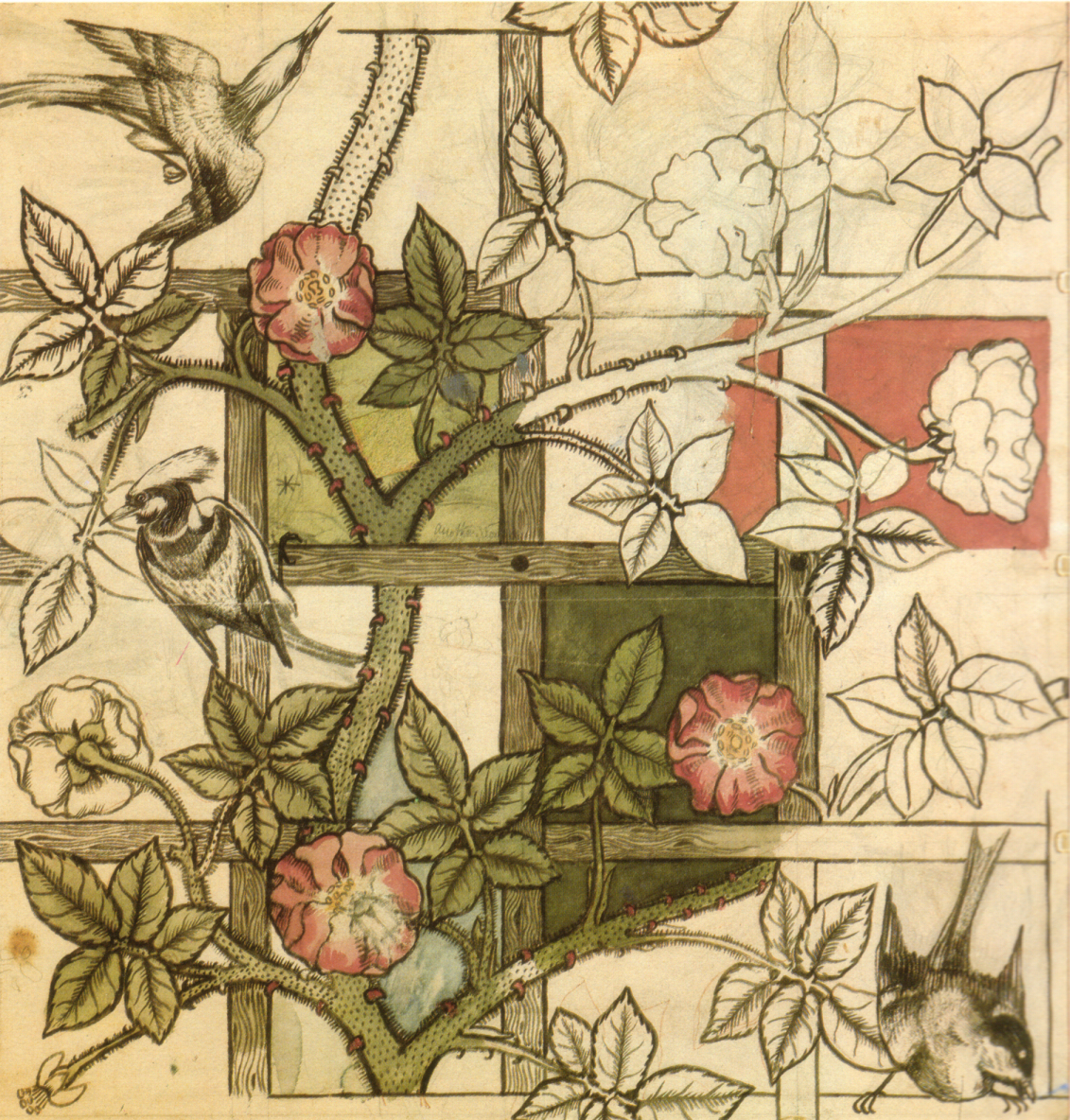
Disegno del 1862 di William Morris per la carta da parati "Trellis", in stile Arts and Crafts.

Il famoso poema di Christopher Marlowe, contemporaneo di Shakespeare, The Passionate Shepherd to His Love, ha ispirato le risposte poetiche di poeti come John Donne e Dorothy Parker, nonché la critica di Walter Raleigh che ha sottilineato come le idee arcadiche fossero fallaci. 
Nell'Europa del Settecento era di moda tra i nobili costruire case di campagna ornamentali nello stile dei villaggi rurali, come l'Hameau di Versailles, sotto l'influenza culturale di Rousseau, predecessore di tematiche di ritorno alla natura che si presenteranno nel Romanticismo. Ancora, il movimento artistico vittoriano Arts and Crafts (seconda metà del XIX secolo) era caratterizzato da un approccio all'arte, all'architettura e al design che abbracciava stili e tecniche "popolari" come critica della produzione industriale.

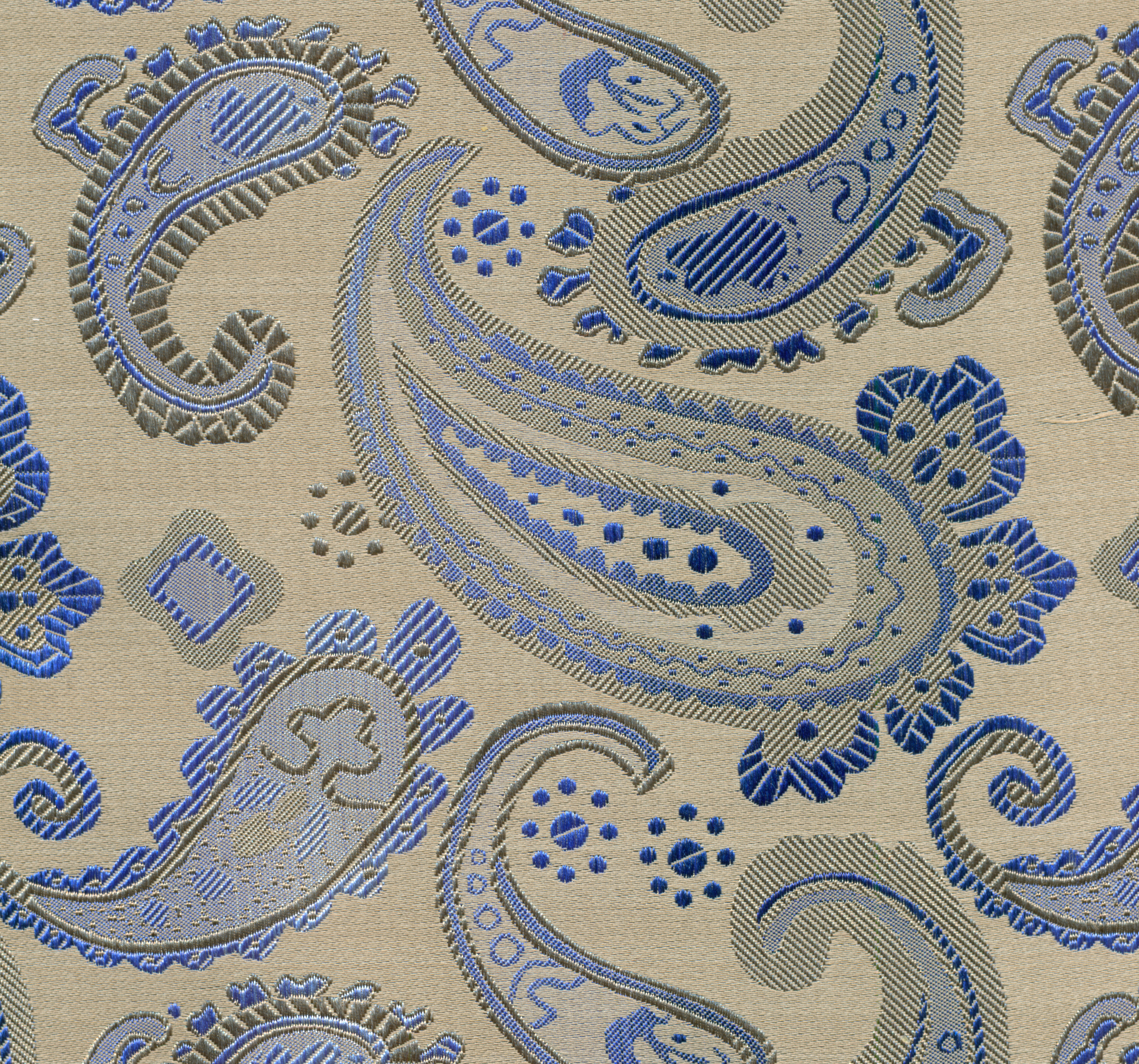
Tessuto con decorazione paisley.

La controcultura degli anni '60 è forse il movimento che più ha influenzato il cottagecore contemporaneo. Molte delle sottocategorie di cottagecore richiamano direttamente l'estetica di progetti architettonici e comunità intenzionali dell'epoca caratterizzati dalla particolare attenzione rivolta all'ambiente, come Drop City, e incarnano l'etica sostenibile e pratica di pubblicazioni come il Whole Earth Catalog.

Mobili usati e pezzi d'arte degli anni '60 e '70 sono spesso usati per creare ambienti interni confortevoli e accoglienti, così come i motivi dell'epoca come le stampe di paisley e funghi.
Vi soni stati esempi di estetiche simili in diversi paesi, come l'iki, o eleganza distaccata, giapponese, la Wanderlust, letteralmente "il desiderio di vagare", tedesco o il concetto danese di hygge, un particolare senso di appagante comfort e sicurezza.

## Popolarità contemporanea
Prima della Grande Recessione, Thomas Kinkade vendette milioni di copie dei suoi dipinti di cottage idilliaci. 
(Corky Pickering, The cottagecore dream during the pandemic)
Il movimento ha guadagnato ulteriore popolarità su molte piattaforme e social media nel 2020 a causa della quarantena di massa a seguito della pandemia di COVID-19. Reti come il sito di blog Tumblr hanno avuto un aumento del 150% dei post cottagecore nei tre mesi da marzo a maggio 2020. Si è diffuso poi su Pinterest, una piattaforma per la condivisione di idee visive.
È diventato popolare anche su TikTok, con numerosi appassionati di cottagecore che condividevano video di se stessi in ambienti rurali o intenti a fare il bagno nella foresta o cuocere il pane. Su TikTok, la comunità LGBT+ ha particolarmente apprezzato il movimento cottagecore, in modo particolare le lesbiche. Il New Yorker ha affermato che tali video avevano «evocato uno stato d'animo di produttività calma, illuminata e graziosa». Vox ha definito il trend come «l'estetica in cui la quarantena è romantica invece di terrificante». Vivere in stile cottagecore o semplicemente guardare gli altri fare lo stesso su Internet era visto come qualcosa che poteva aiutare le persone a ridurre lo stress. Parlando con la CNN, la psicologa Krystine Batcho ha fatto notare che non dovrebbe sorprendere la nostalgia in generale e il cottagecore in particolare fossero in voga in un periodo così stressante. «Il desiderio di situazioni più semplici, periodi di tempo più semplici o modi di vivere più semplici è uno sforzo per bilanciare e contrastare gli effetti di uno stress molto intenso», ha detto. In effetti, questo è stato un momento in cui molti residenti urbani si sono chiesti se valesse la pena vivere nelle città e in cui la vita rurale si è presentata come un'alternativa allettante. Un articolo del New York Times ha paragonato il cottagecore alla serie di videogiochi di Animal Crossing recitata nella vita reale. Popolare divenne anche l'influencer ucraina Mila Povoroznyuk con la sua pagina Instagram, in cui mostrava i vestiti da lei stessa confezionati in stile regencycore-cottagecore declinato secondo la moda vittoriana ed edoardiana, indossati anche nella vita quotidiana.
Nel luglio 2021, The Sims 4 ha rilasciato un pacchetto di espansione chiamato "Cottage Living", incentrato su stampe floreali, giardinaggio e cura di animali come polli e lama.

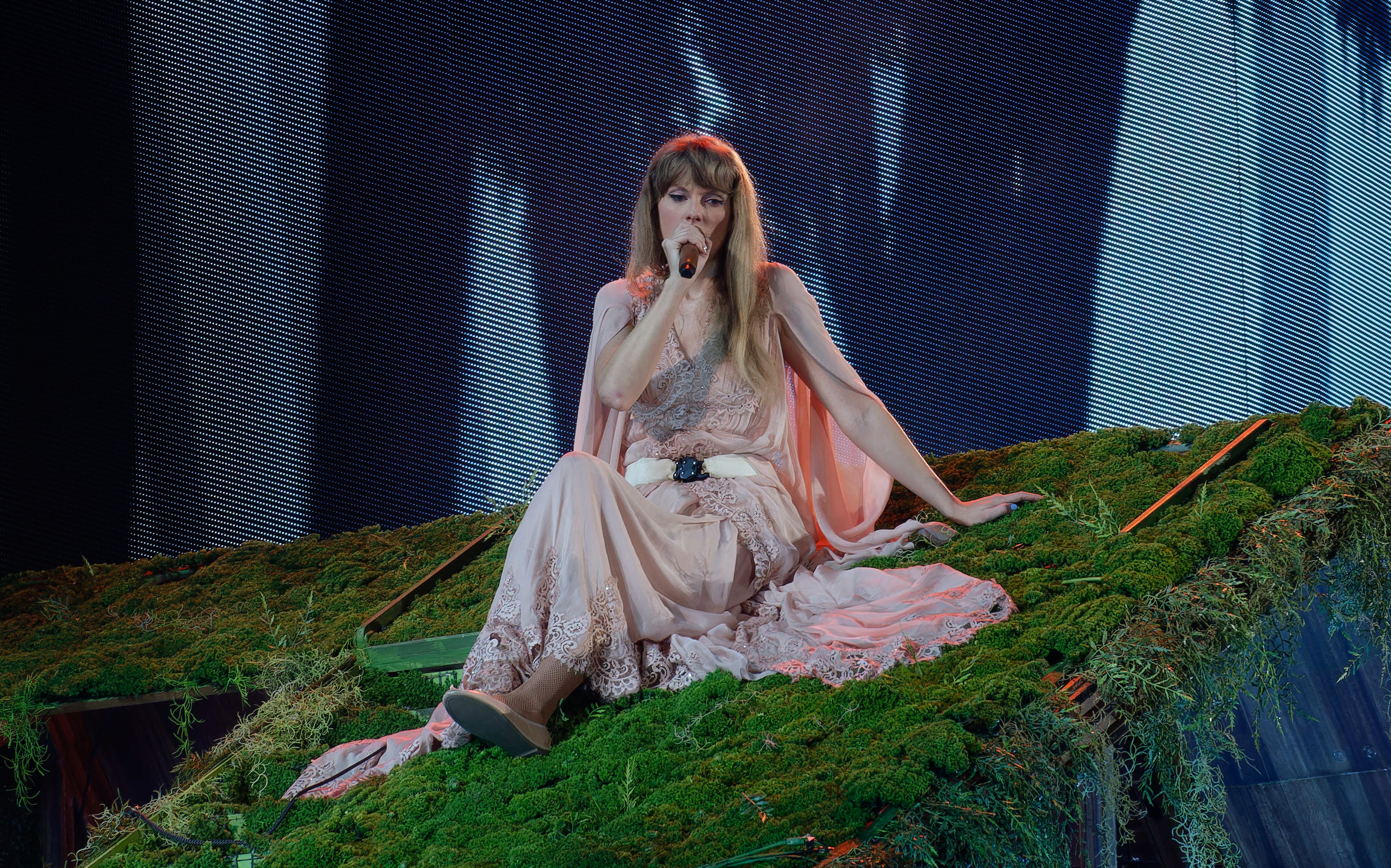
Taylor Swift ha accelerato la popolarità del cottagecore nel 2020 con il suo ottavo album in studio, Folklore. Nella foto la cantautrice esegue uno dei pezzi del disco, The 1, durante una tappa del 2023 di The Eras Tour, esibendo una scenografia correlata.

Nel luglio 2020, la cantautrice americana Taylor Swift ha pubblicato il suo ottavo album in studio, Folklore, un successo di critica e commerciale. Esso contiene canzoni scritte durante il lockdown. Il richiamo da parte dell'album al cottagecore, sia nella sua grafica che nei testi, è stato accreditato come una fonte di popolarità per l'estetica. Ha continuato sulla stessa scia con il suo disco successivo, Evermore (2020), e l'ha applicata alla sua performance nella 63ª edizione dei Grammy Awards. I video musicali di Cardigan e Willow incorporano immagini cottagecore. Altri personaggi pubblici che hanno abbracciato questo stile includono l'attrice britannica Millie Bobby Brown, il musicista inglese Harry Styles e il calciatore inglese David Beckham.
Il New York Times l'ha descritto come una reazione alla cosiddetta hustle culture (ovvero uno stile di vita legato ad un attaccamento compulsivo al lavoro) e all'avvento del personal branding.

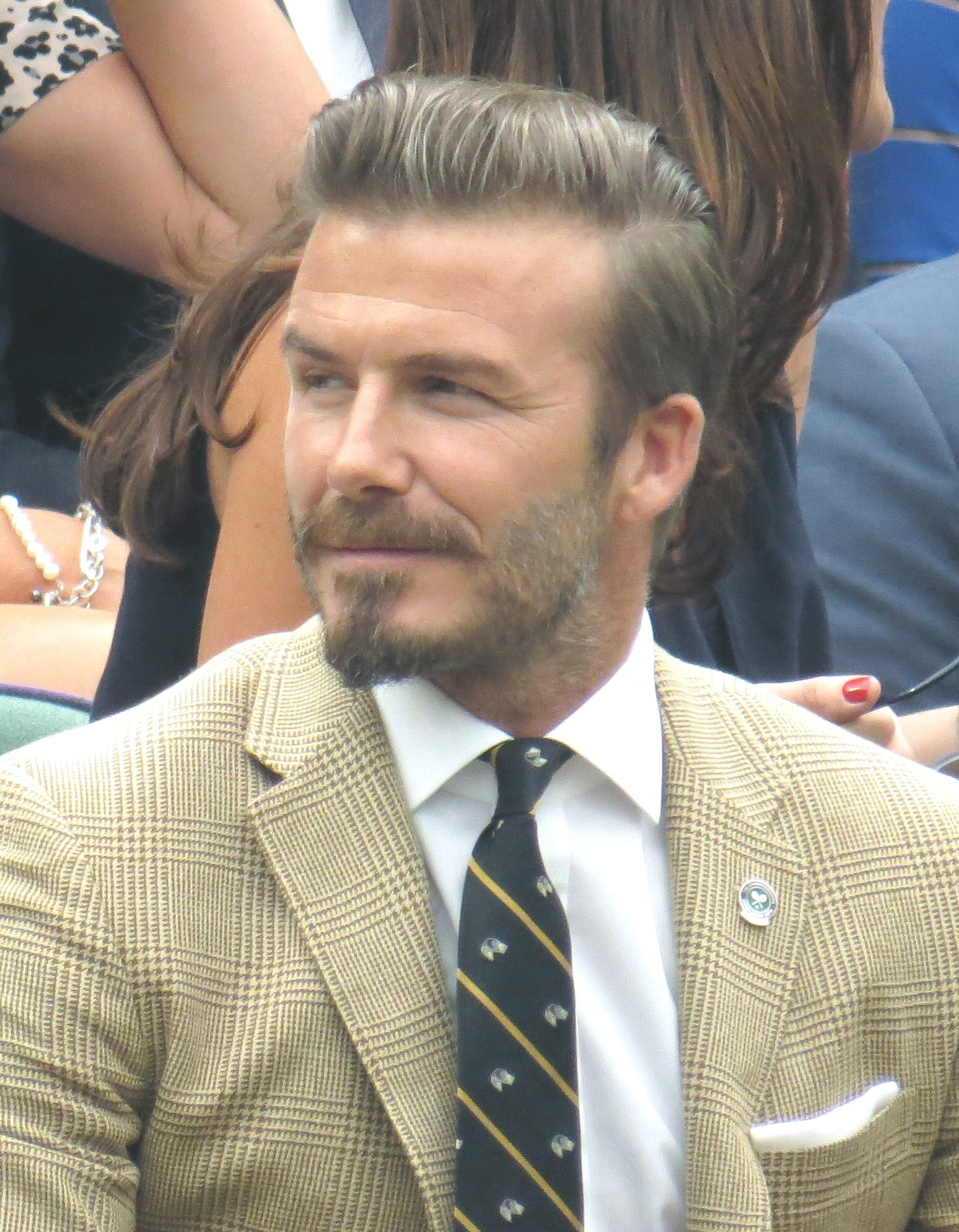
David Beckham

Negli Stati Uniti, il cottagecore è diventato un trend di decorazioni per le festività natalizie del 2020, mentre le vendite di kit da ricamo sono salite alle stelle. Secondo la Royal Horticultural Society del Regno Unito, il giardinaggio in cottage rappresenta una tendenza per il 2021. La Cina ha la sua versione di cottagecore. Infatti, nonostante il paese si stia rapidamente urbanizzando nell'ambito dello sviluppo economico, molti giovani hanno deciso di lasciare le città dopo gli studi universitari per trasferirsi nei paesi di origine in campagna, dove la qualità della vita è migliorata grazie, tra l'altro, alla disponibilità di accesso veloce a Internet, nuove strade e ferrovie ad alta velocità. Tra i giovani coinvolti vi sono anche architetti inclini al cottagecore.

## Critiche

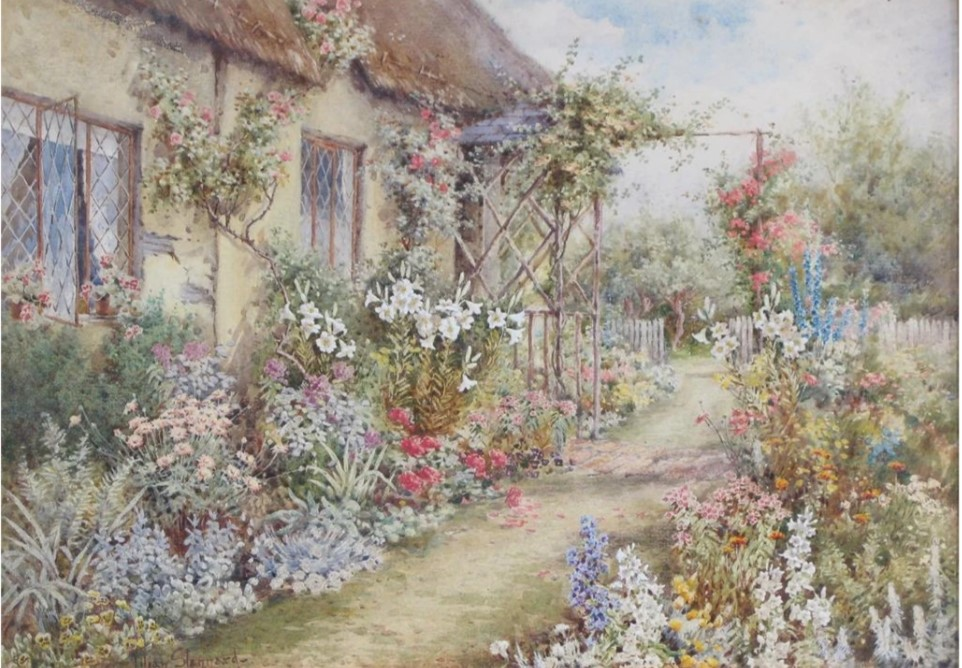
Lilian Stannard, A cottage garden, acquerello.

I critici hanno messo in luce il contrasto tra le rappresentazioni idilliache della vita rurale costruite dall'estetica cottagecore e alcune delle realtà di tali spazi, come gli effetti della povertà rurale o dei servizi igienico-sanitari. Alcune delle persone che promuovono questo stile di vita hanno anche sottolineato che potrebbe essere romanticizzato nelle menti di coloro che non avevano precedenti esperienze con la vita rurale, essendo un puro interesse estetico incentrato non sullo stile dei contadini ma di abitanti della campagna di ceto medio o alto.

Il Guardian lo ha bollato come un «movimento estetico e di stile di vita progettato per feticizzare la sana purezza della vita all'aria aperta». Nonostante la popolarità tra le persone LGBT, Rebecca Jennings della rivista Vox ha descritto il cottagecore e la dark academia come «estetiche storiche che evocano valori conservatori e ruoli di genere» di tipo tradizionale e, secondo lei e altri, eurocentrismo ed eteronormatività, essendo molto diffuso tra le donne bianche e le cosiddette tradwife.

### Esplicative
1. ↑  Grandparentscore, grandmacore (da grandmother, nonna) o grampacore/grandpacore, ossia uno stile di vita e di vestiario simile a quello che tenevano i propri nonni, con ampio uso di vintage e stile rétro
o associato all'immaginario della "casa di campagna della nonna".
2. ↑  Uno stile ispirato al periodo inglese regency o vittoriano.
3. ↑  Ispirato alla fairy painting vittoriana.

### Bibliografiche
1. ↑   Edwards, Rachel, How to achieve an authentic cottagecore aesthetic direct from the countryside, su countryliving.com, 19 gennaio 2023.
2. 1 2 3 4  (EN) Cottagecore, su Aesthetics Wiki. URL consultato il 4 luglio 2022.
3. 1 2 3   Kaitlyn Tiffany, Cottagecore Was Just the Beginning, in The Atlantic, 5 febbraio 2021.
4. ↑   Paula Cocozza, The new ruralism: how the pastoral idyll is taking over our cities, su the Guardian. URL consultato il 14 novembre 2020.
5. 1 2 3 4   Kim Cook, 'Cottagecore' is 2020's new holiday decorating trend, in Associated Press, 1º dicembre 2020.
6. 1 2  (EN) Rebecca Jennings, Cottagecore, Taylor Swift, and our endless desire to be soothed, su Vox, 3 agosto 2020. URL consultato l'8 maggio 2020.
7. ↑   Alessandra Zauli, Cos'è il grandpacore, l'estetica amata dalle celeb che è nuova tendenza della moda 2024, su Elle, 14 gennaio 2024. URL consultato l'8 ottobre 2024.
8. 1 2 3 4   Maura Judkis, Cottagecore, cluttercore, goblincore — deep down, it's about who we think we are, in The Washington Post, 13 settembre 2021.
9. 1 2 3 4 5   Isabel Slone, Escape Into Cottagecore, Calming Ethos for Our Febrile Moment, su The New York Times, 10 marzo 2020. URL consultato il 23 maggio 2020.
10. 1 2 3 4 5   Kalpana Sunder, That new trend taking over social media? It's called cottagecore, in South China Morning Post, 21 settembre 2020.
11. 1 2 3 4   Angela Velasquez, In Times of Crisis, Gen Z Embraces Escapist Fashion, su Sourcing Journal, 10 giugno 2020.
12. 1 2 3   Kyle Chayka, TikTok and the Vibes Revival, in The New Yorker, 26 aprile 2021.
13. 1 2 3 4 5  (EN) What’s it like to be ‘cottagecore’?, su BBC Bitesize. URL consultato il 27 giugno 2022.
14. ↑   How to Choose Cottagecore Outfits, in Nvuvu.
15. ↑   Che cos'è lo stile Cottagecore? Tutto quello che devi sapere su storia, brand e abiti cottagecore, su Kiki Tales, 26 gennaio 2021. URL consultato il 4 luglio 2022.
16. 1 2   Isabel Slone, The Strawberry Dress That Ate TikTok, in The New York Times, 18 agosto 2020.
17. 1 2   Sarah Spellings, How Did This Dress Get So Popular in a Pandemic?, su Vogue.
18. 1 2   Emma Bowman, The Escapist Land Of 'Cottagecore,' from Marie Antoinette to Taylor Swift, in NPR, 9 agosto 2020.
19. 1 2 3 4 5 6   Megan Marples, Cottagecore has us yearning for a bygone era that never was, in CNN, 7 febbraio 2021.
20. 1 2   Max Crisfield, How to nail the cottagecore look in your garden in one day, in The Daily Telegraph, 17 aprile 2021.
21. 1 2   What's the buzz? Why the cottagecore garden trend is great for bees and biodiversity, in The Guardian, 5 aprile 2021.
22. ↑   Gabe Bergado, Cottagecore Offers an Escape From Today's Stressful World: 'In a time where most people live in concrete jungles, or well manicured suburbs, a connection back to nature and a more pastoral lifestyle is craved.', su teenvogue.com, 22 aprile 2020. URL consultato il 23 aprile 2020.
23. 1 2 3 4 5   Amelia Hall, Why is 'cottagecore' booming? Because being outside is now the ultimate taboo: The visual and lifestyle movement is designed to fetishise the wholesome purity of the outdoors, su The Guardian, 15 aprile 2020. URL consultato il 23 aprile 2020.
24. 1 2   Angelica Frey, Cottagecore debuted 2300 years ago, su JSTOR Daily, 11 novembre 2020. URL consultato il 22 maggio 2021.
25. ↑   Jill H. Casid, Queer(y)ing Georgic: Utility, Pleasure, and Marie-Antoinette's Ornamented Farm, vol. 30, Spring 1997, DOI:10.1353/ecs.1997.0015.
26. ↑   Edwin Heathcote, What is cottagecore? 'Your grandma but, like, hip', su 20 marzo 2021 (a cura di), Financial Times. URL consultato il 20 ottobre 2021.
27. ↑  (EN) Corky Pickering, The cottagecore dream during the pandemic, su Red Bluff Daily News, 9 settembre 2020. URL consultato il 27 giugno 2022.
28. ↑   Alterman Liz, What Is 'Cottagecore'? A Hot Decor Trend Thanks to COVID-19 and Taylor Swift, in SF Gate, 21 agosto 2020.
29. 1 2 3   Abigail Malbon, What is cottagecore? TikTok's latest aesthetic explained, in The Evening Standard, 24 luglio 2020.
30. 1 2   AFP, Cottagecore, the new lifestyle aesthetic that could dethrone hygge, in The Jakarta Post, 3 agosto 2020.
31. ↑   What is cottage core and Why do young queer people love it, in Autostraddle, 30 settembre 2020.
32. ↑   Rachel Schnalzer, Cottagecore is all over the internet. Here's where to experience it in California, in Los Angeles Times, 14 agosto 2020.
33. ↑   Gli incredibili outfit di Mila Povoroznyuk ricreano alla perfezione l'estetica dei vestiti femminili del XIX secolo, su wonews.it, 3 febbraio 2021. URL consultato il 16-12-2022.
34. ↑   Sam Baker, Viva Victoriana! Vintage fashion fan dresses exclusively in gowns, corsets and blouses from the late 18th and early 19th century after turning her back on modern clothes two years ago, in Daily Mail, 05-12-2020. URL consultato il 16-12-2022.
35. ↑   Nicole Carpenter, Cottage Living dragged my Sims outside to meet their neighbors, in Polygon, 8 luglio 2021.
36. ↑   Anita Rao Kashi, "'Cottagecore' and the rise of the modern rural fantasy, su BBC, 20 marzo 2021. URL consultato il 20 marzo 2021.
37. ↑   Raisa Bruner, Let's Break Down Taylor Swift's Tender New Album Folklore, in Time, 24 luglio 2020.
38. ↑  (EN) Julieanne Corr, Taylor photo sparks Swift sales jump for Aran sweaters, in The Times, 17 gennaio 2021, ISSN 0140-0460 (WC · ACNP).
39. ↑   A brief history of the cardigan, from Coco Chanel to Taylor Swift, su RTÉ. URL consultato il 13 novembre 2020.
40. ↑   Rory Satran, Taylor Swift's 'Evermore' Braid Is More Than Just a Braid, in The Wall Street Journal, 9 gennaio 2021.
41. ↑   Charlotte Ryan, Cottagecore: The trend that defined Taylor Swift's new album, in RTÉ, 16 dicembre 2020.
42. ↑   Sonia Rao, How Taylor Swift and indie rock band the National became unlikely collaborators, in The Washington Post, 11 dicembre 2020.
43. ↑  (EN) Jenna Amatulli, Taylor Swift Serves Cottagecore Perfection With Medley During Grammys Performance, su HuffPost, 14 marzo 2021. URL consultato l'8 maggio 2021.
44. ↑  (EN) Taylor Swift's New Album Is Out And The First Video Is Cottagecore Heaven, su Junkee. URL consultato l'8 maggio 2021.
45. ↑   Adele Jackson-Gibson, How to Identify Hustle Culture and What You Can Do to Break Away From It, su goodhousekeeping.com, 13 dicembre 2021.
46. ↑   The gap between China's rural and urban youth is closing, in The Economist, 31 gennaio 2021.
47. ↑   Oliver Wainwright, China's rural revolution: the architects rescuing its villages from oblivion, in The Guardian, 24 marzo 2021.
48. 1 2  (EN) Jennings, Rebecca, This week in TikTok: Are you cottagecore or more "dark academia"?, su Vox, 7 luglio 2020. URL consultato il 26 ottobre 2022.
49. ↑  (EN) Anna J. Martinez, The Problems & Potential of Loving Cottagecore as a Woman of Color, su Dismantle Magazine, 20 settembre 2021. URL consultato il 1º maggio 2023.